# Menenio
Menenio  è un nome proprio di persona italiano maschile.

## Varianti
- Maschili: Menigno[1][2]
- Femminili: Menenia[2], Menigna[2]

### Varianti in altre lingue
- Bulgaro: Менений (Menenij)
- Catalano: Meneni, Menigne[3]
- Latino: Menenius[1][2], Menignus[1]
- Polacco: Meneniusz
- Russo: Менений (Menenij)
- Spagnolo: Menenio, Menigno[3]
- Ucraino: Мененій (Menenij)

## Origine e diffusione
Continua il cognomen romano Menenius, tipico della gens Menenia, dall'etimologia non chiara; alcune fonti lo considerano un patronimico proveniente dal nome Meneus.
Il suo uso è scarsissimo, ed è ricordato prevalentemente per motivi storici, dato che venne portato dal noto console romano Menenio Agrippa. La forma Menigno, parimenti rara, probabilmente derivante da una deformazione del nome, venne portata da un santo martire che è considerato patrono dei tintori.

## Onomastico
L'onomastico si festeggia il 15 marzo in onore di san Menigno, un tintore martire a Pario nell'Ellesponto durante le persecuzioni di Decio.

## Persone
- Agrippa Menenio Lanato, comunemente detto "Menenio Agrippa", politico romano
- Licinio Menenio Lanato, politico e militare romano
- Lucio Menenio Agrippa Lanato, console romano
- Tito Menenio Lanato, politico romano
- Tito Menenio Agrippa Lanato, politico romano